# Энаротали
Энаротали (индон. Enarotali) — город в Индонезии, на острове Новая Гвинея. В административном отношении относится к округу Паниай провинции Папуа.
Расположен на восточном берегу озера Паниай, на высоте около 1750 м над уровнем моря, окружён холмами и горами. Энаротали — единственный город, основанный голландцами во внутренней части острова Новая Гвинея.
Население округа Паниай по данным на 2010 год составляет 149 093 человека, однако большая их часть живёт не в окружном центре, а в сельской местности. Основные племена — экари, мони, волани и дани. Население занимается преимущественно сельским хозяйством — выращивает батат и разводит скот.